# St. Wendelin (Eiserfey)

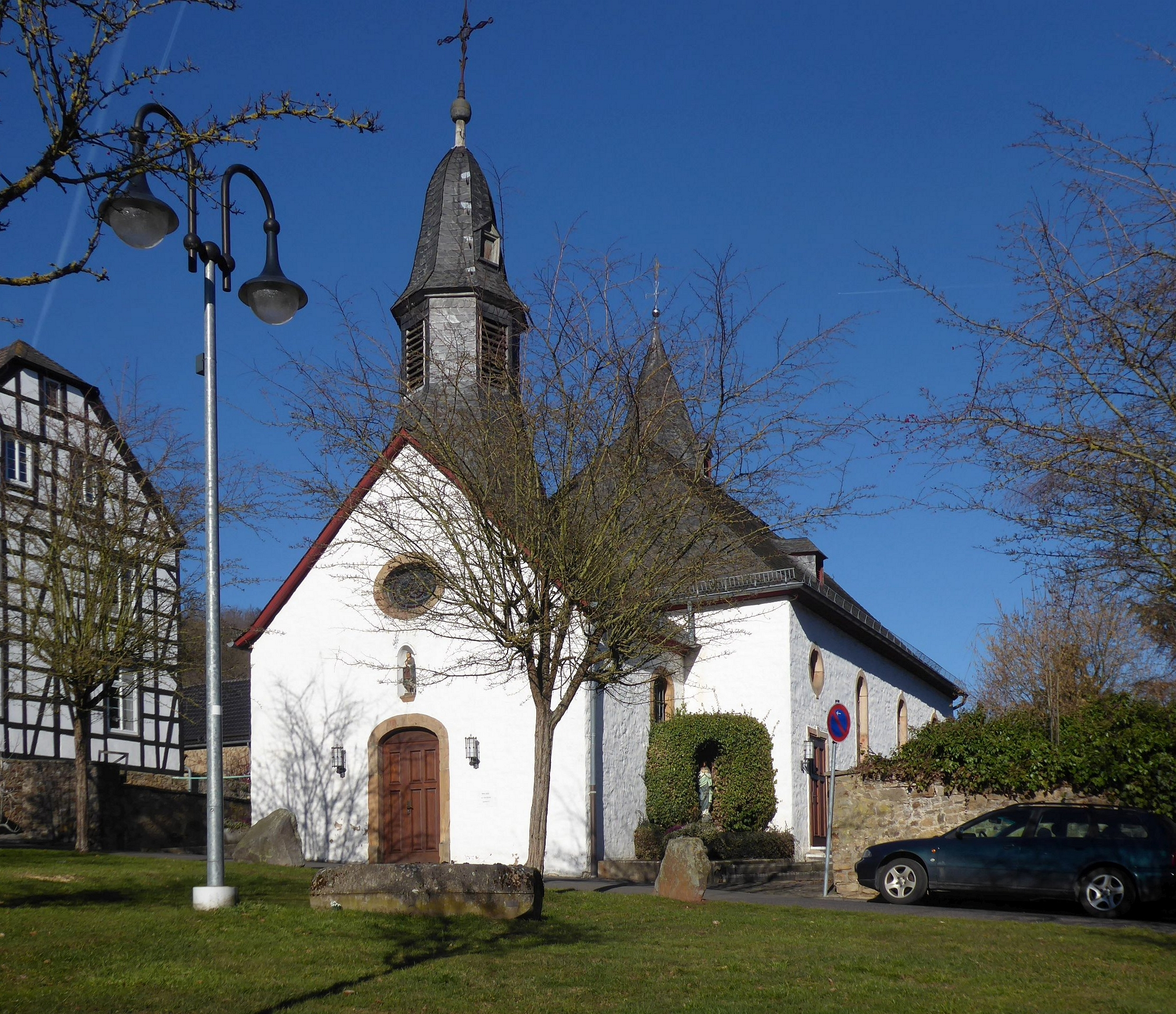
St. Wendelin in Eiserfey

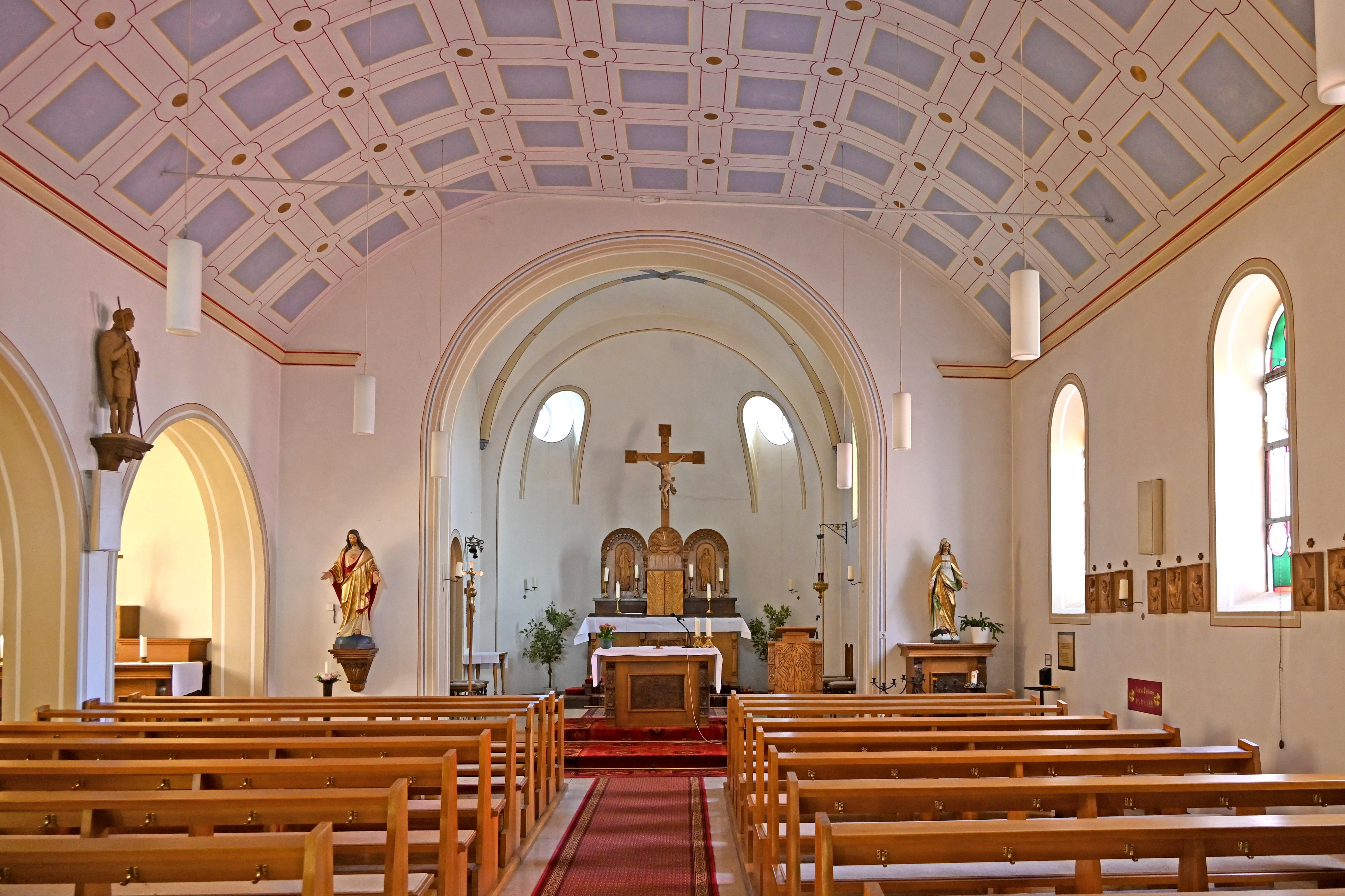
Blick durchs Langhaus zum Altar

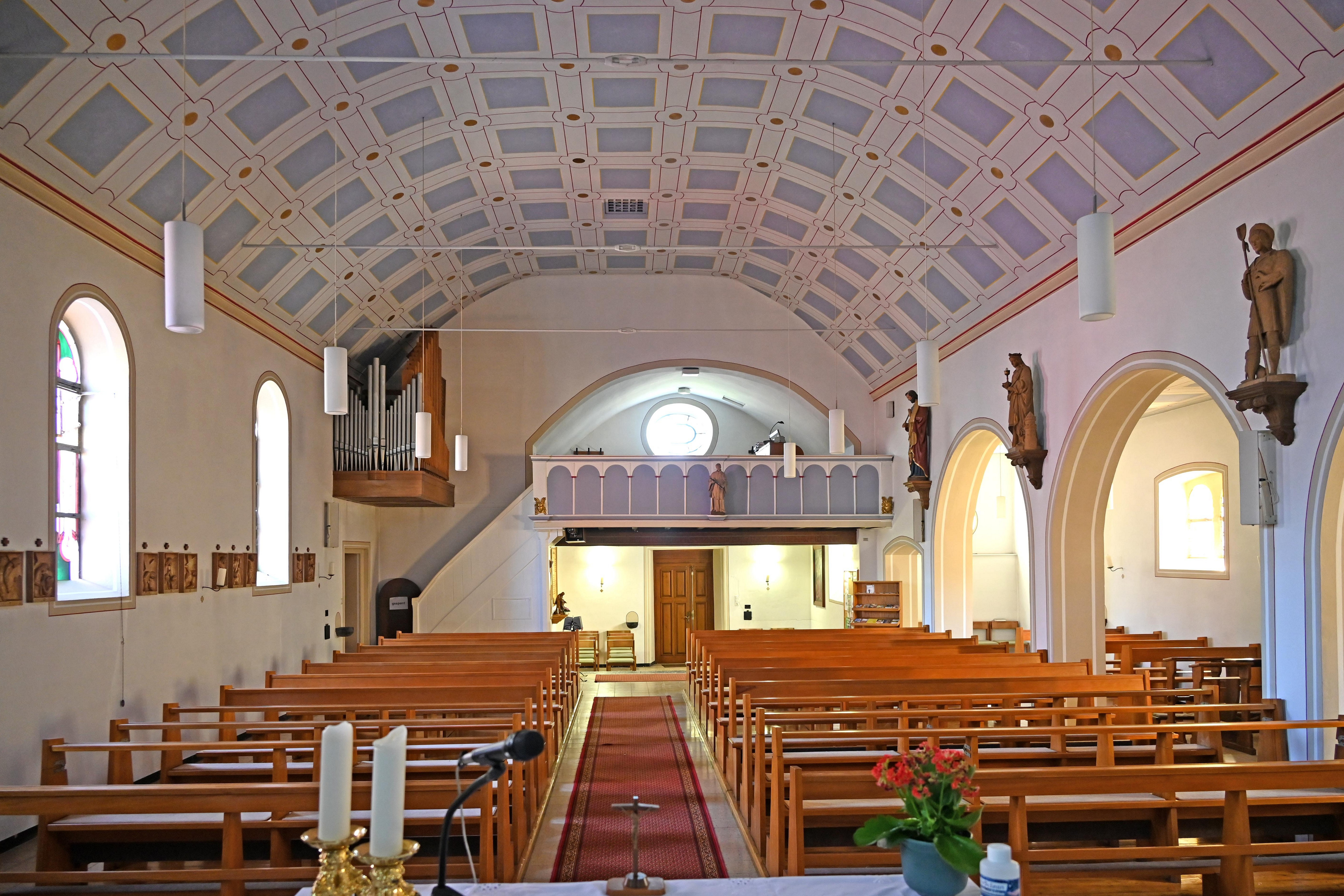
Langhaus mit Empore

St. Wendelin ist eine römisch-katholische Pfarrkirche im Mechernicher Ortsteil Eiserfey im Kreis Euskirchen in Nordrhein-Westfalen. Das Gotteshaus ist Wendelin geweiht und unter Nummer 194 in die Liste der Baudenkmäler in Mechernich eingetragen.

## Lage
St. Wendelin steht in der Ortsmitte von Eiserfey am Alten Weg. 

## Geschichte
Eiserfey wird 867 erstmals urkundlich erwähnt. Ein Gotteshaus im Ort findet hier keine Erwähnung. Erst 1733 wird erstmals urkundlich von einer Kapelle in Eiserfey berichtet. Am 29. Mai 1733 wurde dem Abt von Kloster Steinfeld, Christian Steinhewer, die Erlaubnis erteilt, die Kapelle von Eiserfey zu weihen. Der Ort gehörte damals zur Pfarre St. Cyriacus in Weyer. 
Am 16. Januar 1869 wurde Eiserfey Kapellengemeinde innerhalb der Pfarre Weyer und am 19. Oktober 1914 wurde Eiserfey zur Pfarrvikarie erhoben und besitzt damit alle Rechte einer Pfarrei, ist jedoch nach Kanonischem Recht offiziell keine, staatskirchenrechtlich handelt es sich aber um eine selbstständige Kirchengemeinde mit eigenem Kirchenvorstand.

## Baugeschichte
Bereits im 17. Jahrhundert gab es eine Kapelle in Eiserfey. Diese wurde 1733 nach Westen hin verlängert. 1916 erfolgte die Erhebung zur Pfarrvikarie, seitdem hat das Gotteshaus den Status einer Kirche. Anfang der 1930er Jahre wurde die Kirche zu klein und man beschloss 1932 diese zu erweitern. Im Juli 1934 begann man mit dem Bau, im September riss man den noch aus dem 17. Jahrhundert stammenden Ostteil ab und baute an den kleinen Westteil von 1733 ein zweischiffiges Langhaus mit Chor, Apsis und Glockenturm an. 1936 war der Bau fertiggestellt. Die Pläne dazu schuf der Sindorfer Architekt Hans Jülich. 
Kurz vor Kriegsende wurde die Kirche am 6. März 1945 durch Artilleriebeschuss beschädigt. Diese Schäden wurden 1952 behoben.

## Baubeschreibung
St. Wendelin ist ein zweischiffiges verputztes Kirchengebäude aus Bruchstein. Es weist die Formensprache der Reformarchitektur und der Heimatschutzarchitektur auf. Im Westen befindet sich eine barocke rechteckige Eingangshalle, über welche sich ein achteckiger Dachreiter mit geschweifter Haube erhebt. Dieser Teil stammt noch aus dem Vorgängerbau von 1733. Daran schließt sich das zweischiffige Langhaus an. Das Hauptschiff wird von einem flachen Tonnengewölbe überwölbt, das Seitenschiff ist mit drei Pfeilern vom Hauptschiff abgetrennt. An das Hauptschiff schließt sich im Osten das kreuzrippengewölbte Chorjoch an, welches mit einer halbkreisförmigen Apsis schließt. Im Winkel zwischen Seitenschiff und Chor steht der dreigeschossige Glockenturm, der von einem achtseitigen Knickhelm bekrönt wird. Im unteren Geschoss ist die Sakristei untergebracht. Es stehen 150 Sitzplätze zur Verfügung.

## Ausstattung

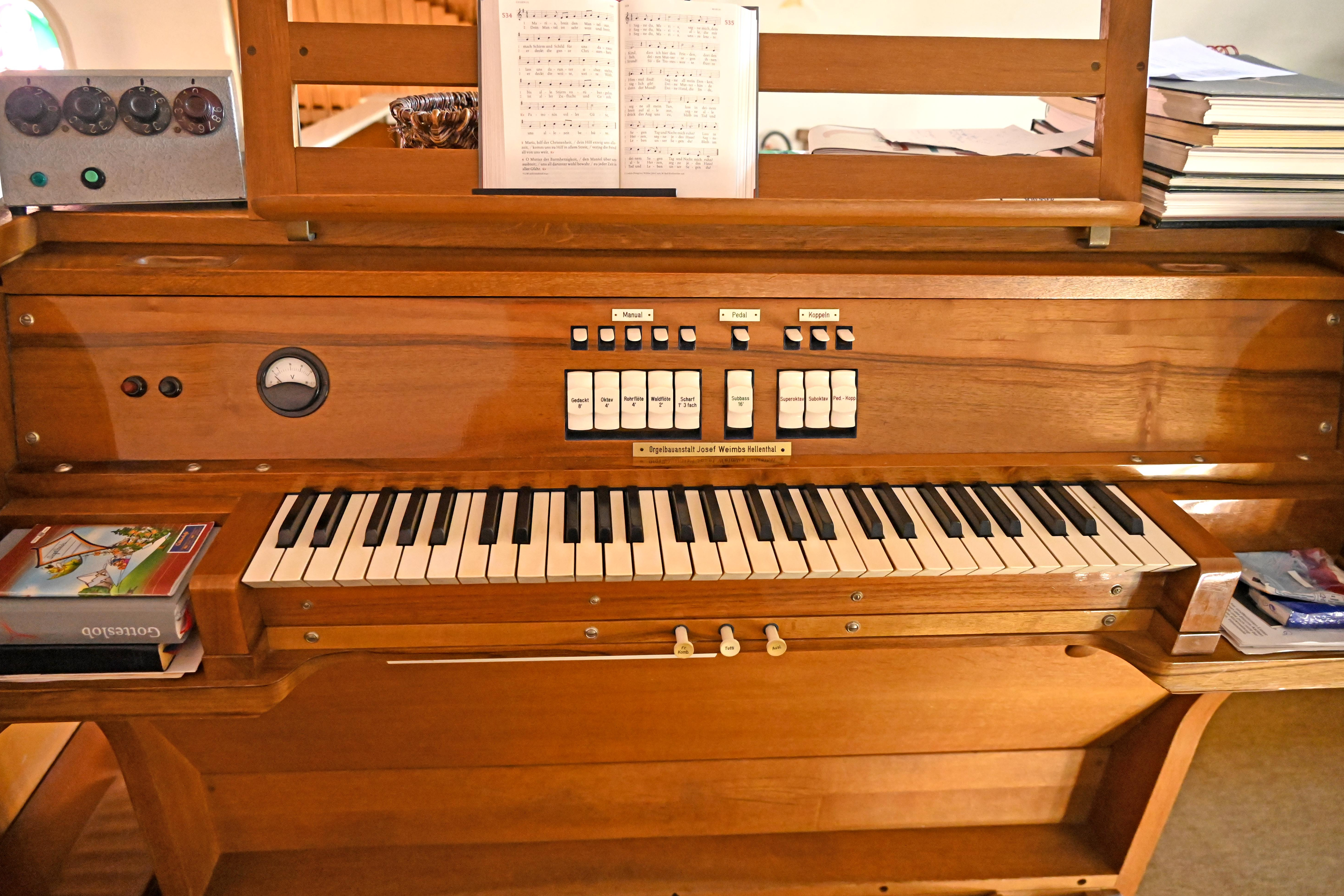
Spieltisch der Firma Weimbs Orgelbau (1956), IP/p/6

In der Kirche befindet sich eine Orgel der Firma Weimbs Orgelbau aus dem Jahr 1956 mit sechs Registern.

## Pfarrer
Folgende Priester wirkten bislang als Pfarrvikare in der Pfarrvikarie St. Wendelin:
- 1928–1941: Wilhelm Höhr
- 1941–1947: Gerhard Beulen
- 1947–1957: Johannes Leugering
- 1957–1979: Heinrich Louven
- 1979–1980: Wilhelm Robben
- 1980–1990: Günter Salentin
- 1991–2012: Kurt Hoberg
- Seit 2012: Erik Pühringer